# Ralph Cromwell, 3. Baron Cromwell

Familienwappen des Ralph Cromwell, 3. Baron Cromwell

Ralph Cromwell, 3. Baron Cromwell (* um 1393; † 4. Januar 1456 in South Wingfield, Derbyshire) war ein englischer Staatsmann.

## Leben
Er war der Sohn von Ralph de Cromwell, 2. Baron Cromwell, und dessen Gattin Joan.
Er diente im Gefolge des Prinzen Thomas of Lancaster, 1. Duke of Clarence, und nahm zwischen 1412 und 1420 an mehreren Feldzügen des Hundertjährigen Krieges nach Frankreich teil. Er kämpfte unter anderem auch 1415 in der Schlacht von Agincourt.
1417 erbte er beim Tod seines Vaters dessen Adelstitel als Baron Cromwell sowie dessen umfangreiche Ländereien in den Midlands. Unter König Heinrich VI. gehörte er seit 1422 dem Kronrat (Privy Council) an, hatte von 1425 bis 1432 und erneut von 1450 bis 1455 das Hofamt des Chamberlain of the Household, von 1433 bis 1443 das Staatsamt des Treasurer of England sowie von 1443 bis 1455 das Staatsamt eines von zwei Chamberlains of the Exchequer inne. 1436 erhielt er zudem das Hofamt des königlichen Falkners (Master of the Kings Mewes and Falcons). 1431 war er beim Prozess gegen Jeanne d’Arc zugegen. Er wurde einer der reichsten und angesehensten Männer seiner Zeit.
Er ließ seinen Familiensitz Tattershall Castle in Lincolnshire erheblich um- und ausbauen. Insbesondere ließ er den dortigen sechsgeschossigen Great Tower von 1434 bis 1446 in Ziegelbauweise neu errichten und 1439 gründete er auf seinen dortigen Ländereien ein Chorherrenstift nebst Schule, das Tattershall College.
Spätestens im Juli 1424 hatte er Margaret Deincourt († 1454), Tochter des John Deincourt, 4. Baron Deincourt († 1406) und Coerbin ihres Bruders William Deincourt, 5. Baron Deincourt († 1422), geheiratet. Die Ehe blieb kinderlos.
Mangels männlicher Nachkommen fiel sein Adelstitel bei seinem Tod in Abeyance an seine beiden Nichten Maud Stanhope († 1497) und Joan Stanhope († 1490), die beiden Töchter seiner Schwester Maud aus deren Ehe mit dem Unterhausabgeordneten Sir Richard Stanhope († 1436).
Er starb 1456 in seinem Herrenhaus Wingfield Manor bei South Wingfield in Derbyshire und wurde in der Stiftskirche des Tattershall College in Lincolnshire begraben.